# Basildon
Pour l’article homonyme, voir Basildon (Berkshire).
Basildon est une ville britannique située dans le comté d'Essex (Angleterre), à une quarantaine de kilomètres de Londres. Sa population est estimée à 114 308 habitants (2016).
Basildon est une ville nouvelle créée en 1949 par fusion de plusieurs petites localités.

## Économie

### Finance
C'est à Basildon que se trouve le centre de données de la bourse de Londres. Il abritait également les serveurs d'Euronext jusqu'au 15 juin 2022 lorsque ceux-ci ont été transférés à Ponte San Pietro, près de Bergame, en Italie, à la suite du Brexit.

## Jumelage
- Meaux (France) depuis 1990[2]
- Heiligenhaus (Allemagne)
- Gweru (Zimbabwe)

## Personnalités
- Allen Francis Gardiner (1794-1851), navigateur, missionnaire et explorateur, né à Basildon.
- Le groupe Depeche Mode y est fondé en 1980, tout comme le groupe de l'ex-membre fondateur, Vince Clarke, Yazoo, en 1982.
- Qboy, de son vrai nom Marcos Brito (né à Basildon le 10 octobre 1978), un rappeur anglais qui met en avant son homosexualité au travers de son rap.
- Le bassiste Dougie Poynter a passé son enfance à Basildon jusqu'au lycée, avant qu'il ne joigne McFly.
- Justin Edinburgh et Darren Caskey, footballeurs, y sont nés en 1969 et en 1974.
- Emma Blackery, Youtubeuse anglaise, y est née en 1991.